# Bythiospeum michaudi
Bythiospeum michaudi е вид коремоного от семейство Hydrobiidae.

## Разпространение и местообитание
Видът е разпространен във Франция. Обитава сладководни басейни и реки.